# الکساندرا راپاپورت
الکساندرا راپاپورت (سوئدی: Alexandra Rapaport؛ زادهٔ ۲۶ دسامبر ۱۹۷۱) بازیگر اهل سوئد است. وی از سال ۱۹۹۶ میلادی تاکنون مشغول فعالیت بوده است.
از فیلم‌ها یا برنامه‌های تلویزیونی که وی در آن نقش داشته است، می‌توان به شکار و قتل‌های ساندهام اشاره کرد.